# Орден Свободы (Португалия)
Орден Свободы — государственная награда Республики Португалия, вручаемая за гражданские заслуги в установлении демократии и свобод, защите общечеловеческих ценностей.

## История
Орден был учреждён 4 октября 1976 года в ознаменование свержения в ходе Революции гвоздик 1974 года диктаторского режима Марселу Каэтану.

## Степени
- Большая цепь (Grande Colar — GColL)
- Большой крест (Grã-Cruz — GCL)
- Гранд-офицер (Grande-Oficial — GOL)
- Командор (Comendador — ComL)
- Офицер (Oficial — OL)
- Кавалер / Дама (Cavaleiro / Dama — CavL / DamL)

## Знаки отличия
Знак ордена — медальон, в центре которого крест голубой эмали на белом фоне в розетке из золотых лучей, окантованных границей синей эмали. Венчает медальон пламя красной эмали в лавровом венке зелёной эмали.
Звезда ордена восьмиконечная, в центре знак ордена.
Цепь ордена состоит из звеньев в виде креста голубой эмали в белом круге и пламени красной эмали в лавровом венке зелёной эмали.
Лента ордена белая с широкими жёлтыми полосками по краям.